# Urmel (Zeichentrickserie)
Urmel ist eine deutsche Zeichentrickserie, die von 1995 bis 1997 produziert wurde. Sie basiert auf dem Puppenspiel Urmel aus dem Eis der Augsburger Puppenkiste aus dem Jahr 1969, das wiederum auf dem Kinderbuch Urmel aus dem Eis beruht.

## Handlung
Urmel ist ein Urzeit-Saurier, von dem man dachte, dass dieser bereits lange ausgestorben sei. Doch eines Tages wird ein Eisberg an den Strand der Insel Titiwu gespült. In diesem steckt ein Ei, aus dem Urmel schlüpft. Schnell gewinnt er die Zuneigung der anderen Inselbewohner und fällt durch sein freches und unternehmungslustiges Verhalten auf. Allerdings versuchen Museumsdirektor Zwengelmann und Zoodirektor Solmeyer, den außergewöhnlichen Urmel einzufangen. Von nun an erlebt er viele Abenteuer, gewinnt viele neue Freunde und überlistet seine Feinde immer wieder aufs Neue.

## Produktion und Veröffentlichung
Die Serie wurde zwischen 1995 und 1997 von Audiovisuel, Ravensburger Film + TV, France Animation und Hahn Film im Auftrag von WDR und France 3 in Deutschland produziert. Dabei entstand eine Staffel mit 26 Folgen.
Erstmals wurde die Serie am 12. Dezember 1996 auf ARD ausgestrahlt. Weitere Ausstrahlungen erfolgten auf KiKA, rbb, WDR, MDR Fernsehen, SWR Fernsehen, hr-fernsehen, Fix & Foxi, Junior, BR Fernsehen, Anixe, YFE TV und RBB Berlin statt. Dabei lief die Serie oft in Shows oder Senderprogrammen wie Käpt’n Blaubär Club, Tigerenten Club, Ferienfieber. Zudem erschienen einige Folgen auf DVD und VHS und sind über Video-on-Demand-Dienste wie Amazon Video oder Kividoo verfügbar.

## Sprecher
| Rolle                              | Sprecher               |
| ---------------------------------- | ---------------------- |
| Urzeit-Saurier Urmel               | Diana Borgwardt        |
| Frau Professor Ophelia Tibatong    | Hildegard Krekel       |
| Schwein Wutz                       | Beate Hasenau          |
| Pinguin Ping                       | Santiago Ziesmer       |
| Seeelefant                         | Helmut Krauss          |
| Schuhschnabel Schusch              | Hermann Ebeling        |
| Waran Wawa                         | Nicolas Alexander Böll |
| Herr Zwengelmann (Museumsdirektor) | Hans-Werner Bussinger  |
| Zoodirektor Solmeyer               | Frank-Otto Schenk      |

## Episodenliste
| Folge | Titel                         | Erstausstrahlung |
| ----- | ----------------------------- | ---------------- |
| 1     | Urmel aus dem Eis             | 12.10.1996       |
| 2     | Das vertauschte Meisterwerk   | 19.10.1996       |
| 3     | Urmels Reise nach Australien  | 26.10.1996       |
| 4     | Schnappschüsse                | 02.11.1996       |
| 5     | Titiwu geht unter             | 09.11.1996       |
| 6     | Wutz und der rasende Roboter  | 16.11.1996       |
| 7     | Der Jahrestag                 | 23.11.1996       |
| 8     | Das Geheimnis der Grotte      | 30.11.1996       |
| 9     | Reizender Besuch              | 07.12.1996       |
| 10    | Urmel hebt ab                 | 14.12.1996       |
| 11    | Eine Arche für Urmel          | 21.12.1996       |
| 12    | Die Entführung                | 28.12.1996       |
| 13    | Urmels Riesenrübe             | 04.01.1997       |
| 14    | Auf hoher See                 | 11.01.1997       |
| 15    | Ophelia verliert den Verstand | 18.01.1997       |
| 16    | Sprechende Pflanzen           | 25.01.1997       |
| 17    | Sherlock Urmel                | 01.02.1997       |
| 18    | Das Konzert                   | 08.02.1997       |
| 19    | Ping, der King                | 15.02.1997       |
| 20    | Die geklauten Sprechtropfen   | 22.02.1997       |
| 21    | Das Riesenei                  | 01.03.1997       |
| 22    | Winterspeck                   | 08.03.1997       |
| 23    | Der Schatz des blauen Piraten | 15.03.1997       |
| 24    | Pustekuchen                   | 22.03.1997       |
| 25    | Geisterstunde                 | 29.03.1997       |
| 26    | Faule Tricks                  | 05.04.1997       |